# Sződ
Sződ is een plaats (község) en gemeente in het Hongaarse comitaat Pest. Sződ telt 3049 inwoners (2001).